# 2014 год в литературе

## События
- В связи с финансовыми сложностями оргкомитетом было принято решение сделать присуждение юбилейной 25-й по счёту Литературной премии имени Сэя Ито в 2014 году последним.
- Закрылась литературная Премия Ивана Петровича Белкина[1].

### Мероприятия
- 22 января — в Национальной библиотеке Испании обнаружена рукопись пьесы Лопе де Веги «Женщины и слуги», считавшейся потерянной около 400 лет назад[2].
- 29 января — найдены два неизвестных стихотворения Сапфо[3].
- 4 февраля — опубликована единственная повесть Чарли Чаплина «Огни рампы»[4].
- 6 февраля — более 200 писателей из 30 стран мира, в том числе трое лауреатов Нобелевской премии по литературе, призвали Россию отменить законы о гей-пропаганде и защите чувств верующих[5].
- 22 февраля — Сергей Лукьяненко запретил переводить свои книги на украинский язык из-за событий на Майдане[6].
- 13−16 марта — Лейпцигская книжная ярмарка и литературный фестиваль «Читающий Лейпциг»[7].
- 20 марта:
  - премия Diagram за самое необычное название книги вручена изданию «Как покакать на свидании»[8].
  - премию «Rossica Prize»[англ.] за лучший перевод русской литературы на английский язык получила Анжела Ливингстоун за произведение «Федра» Марины Цветаевой. Премия Rossica Young Translators Prize[англ.], для переводчиков моложе 25 лет, вручена Лауре Томас за отрывок произведения Сергея Шаргунова «1993»[9].
- 21−22 марта — фестиваль, посвящённый 200-летию Тараса Шевченко − Ростов-на-Дону[10].
- 24−27 марта — Международная ярмарка детской книги в Болонье[11].
- 25 марта — опубликован ранее неизвестный рассказ «Сумасшедшая ночь» Теннесси Уильямс[12].
- 26 марта — 7-я национальная выставка-ярмарка «Книги России»[13].
- 2 апреля — на Алтае учредили медаль «Василий Шукшин». Премия будет вручаться лицам, внёсшим большой вклад в изучение и популяризацию творческого наследия В. М. Шукшина, в многонациональную культуру, литературу, искусство и сохранение русского языка[14].
- май — Михаил Ходорковский выпустит в российском издательстве «Альпина Паблишер» сборник рассказов «Тюремные люди», опубликованный во Франции в 2013 году[15].
- 11−14 июня — 9 Московский международный открытый книжный фестиваль (ЦДХ).
- 3—8 сентября — 27 Московская международная книжная выставка-ярмарка.
- 7—12 октября — Франкфуртская книжная ярмарка (почётный гость — Финляндия; выступление на открытии президента Саули Нийнистё[16].
- 31 октября − 4 ноября — VIII Красноярская ярмарка книжной культуры[17].
- 26−30 ноября — Международная ярмарка интеллектуальной литературы Non/fiction № 16 (Москва, ЦДХ).

## Юбилеи
- 9 марта − 200 лет со дня рождения украинского поэта Тараса Шевченко.
- 15 марта − 90 лет со дня рождения русского советского писателчя и сценариста Юрия Бондарева[18].
- 1 апреля — 205 лет со дня рождения русского поэта и драматурга Николая Гоголя.
- 5 апреля — 40 лет со дня публикации первого романа Стивена Кинга «Кэрри» (англ. Carrie).
- 16 апреля — 85 лет со дня рождения советской и российской писательницы Зои Богуславской.
- 22 апреля — 85 лет со дня основания издания «Литературной газеты».
- 25 июля — 85 лет со дня рождения советского писателя, актёра, режиссёра Василия Шукшина.
- 15 октября — 200 лет со дня рождения русского поэта, прозаика и художника Михаила Лермонтова.
- 2 декабря — 200 лет со дня смерти писателя и философа маркиза де Сада.

## Премии

### Международные
- Нобелевская премия по литературе — Патрик Модиано, «За искусство памяти, посредством которого он рассказал о самых непостижимых человеческих судьбах и жизненном мире оккупации»[19].
- Премия имени О. Генри «Дары волхвов» — Евгений Мамонтов, рассказ «Безумный милиционер»[20].
- Дублинская литературная премия — Хуан Габриэль Васкес, «The Sound of Things Falling».
- Премия Виленицы — Ласло Краснахоркаи.
- Премия Агаты — Хэнк Филиппи Райан, «Truth Be Told».
- Премия Франца Кафки — Янь Лянькэ.
- Нейштадтская литературная премия — Миа Коуту[21].
- Премия мира немецких книготорговцев — Джарон Ланье.
- Международная премия Ибсена — Петер Хандке[22].
- АБС-премия:
  - номинация «Художественная проза» — Михаил Успенский, «Богатыристика Кости Жихарева»;
  - номинация «Критика и публицистика» — Светлана Бондаренко, Виктор Курильский, «Стругацкие. Материалы к исследованию: письма, рабочие дневники. 1967 — 1971»[23][24].
- Премия «Хьюго» за лучшую повесть — Чарльз Стросс, «Equoid»[25][26].
- Премия «Хьюго» за лучший роман — Энн Леки, «Слуги правосудия» (англ. Ancillary Justice)[25][26].
- Премия «Хьюго» за лучшую короткую повесть — Мэри Робинетт Коваль, «Леди-астронавт Марса» (англ. The Lady Astronaut of Mars)[25][26].
- Премия «Хьюго» за лучший рассказ — Джон Чу, «Вода ниоткуда» (англ. The Water That Falls on You from Nowhere)[25][26].
- Международная детская литературная премия имени В. П. Крапивина:
  - Востоков Станислав — за книгу «Фрося Коровина»;
  - Дашевская Нина — за повесть «Вилли»;
  - Крейцвальд А. М. (Польгуева Екатерина) — за повесть «Марта»;
  - Специальный приз «Выбор издательства» — Анастасия Строкина, за повесть «Кит плывет на север»[27].

### Австрия
- Австрийская государственная премия по европейской литературе — Людмила Улицкая[28][29].
- Премия Эриха Фрида — Юдит Герман.

### Великобритания
- Букеровская премия — Ричард Флэнаган, «Узкая дорога на дальний север» (англ. The Narrow Road to the Deep North)[30].
- Женская премия за художественную литературу — Эймар МакБрайд, «A Girl Is a Half-formed Thing»[31].
- Премия Коста:
  - номинация «Книга года» — Натан Файлер, «Шок падения»;
  - номинация «Лучший роман» — Кейт Аткинсон, «Жизнь после жизни» (англ.  Life After Life);
  - номинация «Лучшая биография» — Люси Хьюз-Холлетт, «The Pike»;
  - Лучший сборник стихов — Майкл Симмонс Робертс;
  - номинация «Лучшая детская книга» — Крис Риддел, «Девочка-гот и Призрак мыши» (англ. Goth Girl and the Ghost of a Mouse);
  - номинация «Лучший короткий рассказ» — Анжела Ридман, «The Keeper of the Jackalopes».

### Германия
- Премия Георга Бюхнера — Юрген Беккер.
- Бременская литературная премия — Клеменс Мейер, «Im Stein».

### Израиль
- Премия Израиля — Раввинистическая литература — Аарон Лихтенштейн.
- Иерусалимская премия — не присуждалась.

### Испания
- Премия Сервантеса — Хуан Гойтисоло.
- Премия принцессы Астурийской — Джон Бэнвилл[32].

### Россия
- «Национальный бестселлер» — Ксения Букша, «Завод „Свобода“»[33][34].
- Премия Александра Солженицына — литературный критик Ирина Роднянская, «за преданное служение отечественной словесности в её поисках красоты и правды, за требовательное и отзывчивое внимание к движению общественной мысли на фоне времени»[35][36].
- «Русский Букер» — Владимир Шаров, «Возвращение в Египет»[37].
- Литературная премия «НОС» — Алексей Цветков, «Король утопленников»[38][39].
- Премия «Писатель года» — Виорэль Ломов.
- Премия «Поэт года» — Ян Бруштейн[40].
- Премия Президента Российской Федерации — Владислав Крапивин, «за вклад в развитие отечественной детской литературы и патриотическое воспитание подрастающего поколения».
- Премия Президента Российской Федерации — Александр Траугот, «за вклад в развитие отечественного искусства иллюстрации детской и юношеской книги»[41].
- Российская литературная премия «Поэт» — Геннадий Русаков[42][43].
- Российская литературная премия «Просветитель»:
  - номинация «Естественные и точные науки» — Ася Казанцева, «Кто бы мог подумать! Как мозг заставляет нас делать глупости»;
  - номинация «Гуманитарные науки» — Сергей Яров, «Повседневная жизнь блокадного Ленинграда»[44].
- Премия имени П. П. Бажова:

1. Нина Владимировна Александрова — за книгу стихов «Небесное погребение»;
2. Андрей Расторгуев — за книгу стихов «Русские истории»;
3. Татьяна Ивановна Калужникова — за этнографическое исследование «Уральская свадьба»;
4. Евгений Чигрин — за книгу стихов «Неспящая бухта»[45].

- Независимая литературная премия «Дебют»:
  - номинация «Крупная проза» — Максим Матковский за роман «Попугай в медвежьей берлоге» и Павел Токаренко за роман «Гвоздь».
  - номинация «Малая проза» — Михаил Шанин за подборку рассказов.
  - номинация «Поэзия» — Анастасия Афанасьева за книгу стихов «Отпечатки».
  - номинация «Драматургия» — Ирина Васьковская за пьесу «Галатея Собакина».
  - номинация «Эссеистика» — Арслан Хасавов за сборник эссе «Отвоёвывать пространство».
  - номинация «Фантастика» — не вручалась.
- Российская литературная премия «Большая книга»:

1. Первая премия — Гузель Яхина за роман «Зулейха открывает глаза».
2. Вторая премия — Валерий Залотуха за роман «Свечка».
3. Третья премия — Роман Сенчин за роман «Зона затопления»[46][47].

- Премия Андрея Белого:
  - номинация «Поэзия» — Кирилл Медведев, Ирина Шостаковская;
  - номинация «Проза» — Алексей Цветков;
  - номинация «Гуманитарные исследования» — Игорь Чубаров;
  - номинация «За заслуги перед литературой» — Паоло Гальваньи;
  - номинация «Литературные проекты/Критика» — Дмитрий Бавильский, Игорь Гулин[48].
- Литературная премия «Чаша круговая» — Евгения Изварина[49].
- Всероссийская премия имени Самуила Маршака:
  - номинация «Проза» — Станислав Востоков;
  - номинация «Поэзия» — Олег Бундур;
  - номинация «Дебют» — Анна Анисимова[50].

### США
- Американская литературная премия ПЕН/Фолкнер — Карен Джой Фаулер, «Мы все совершенно не в себе» (англ. We Are All Completely Beside Ourselves)[51][52].
- Премия Эдгара Аллана По:
  - номинация «за лучший роман» — Уильям Кент Крюгер, «Обычная грация» (англ. Ordinary Grace);
  - номинация «за первый лучший роман» — Джейсон Мэттьюс, «Красный воробей» (англ. Red Sparrow)[53][54].
- Пулитцеровская премия за художественную книгу — Донна Тартт, «Щегол» (англ. The Goldfinch)[55].
- Пулитцеровская премия за лучшую драму — Энни Бейкер, «Киношка» (англ. The Flick)[56].
- Пулитцеровская премия за поэзию — Виджай Сешадри, «Три раздела» (англ. 3 Sections)[57].
- Всемирная премия фэнтези за лучшую повесть — Энди Дункан, Эллен Клейгс, «Wakulla Springs»[58].
- Всемирная премия фэнтези за лучший роман — София Саматар, «Путешественник в Олондрии» (англ. A Stranger in Olondria)[59].
- Всемирная премия фэнтези за лучший рассказ — Кейтлин Кирнан, «The Prayer of Ninety Cats»[60].

### Финляндия
- Премия «Финляндия» — Юсси Валтонен, «Не ведают, что творят» (фин. He eivät tiedä mitä tekevät).

### Франция
- Гонкуровская премия — Лидия Сальвер, «Не плакать» (фр. Pas pleurer)[61].
- Премия «Фемина» — Яник Лаэнс, роман «Лунная ванна» (фр. Bain de lune).
  - премия «зарубежному автору» — Цруя Шалев, роман «Остаток жизни» (во фр. переводе «Что остается от наших жизней» (фр. Ce qui reste de nos vies);
  - премия «за эссе» — Поль Вен, «И в вечности я не буду скучать» (фр. Et dans l'éternité je ne m’ennuierai pas).
- Премия Медичи — Антуан Володин, «Лучезарная конечная остановка» (фр. Terminus radieux);
  - премия «за лучшее зарубежное произведение» — Лили Бретт, «Лола Бенски» (англ. Lola Bensky);
  - премия «за эссеистику» — Фредерик Пажак, «Неопределенный манифест» (фр. Manifeste incertain).
- Премия Ренодо — Давид Фонкинос, «Шарлотта» (фр. Charlotte).

### Швеция
- Премия памяти Астрид Линдгрен — Барбру Линдгрен[62].
- Литературная премия Шведской академии — Ларс Густафссон[63].

### Япония
- Литературная премия имени Номы — Ёрико Сёно — «Хроники борьбы с непобеждённой коллагеновой болезнью, смешанным заболеванием соединительной ткани» (未闘病記――膠原病、『混合性結合組織病』の).
- Премия имени Рюноскэ Акутагавы:
  - 2014а: Сибасаки Томока — «Весенний сад» (春の庭」);
  - 2014б: Оно Масацугу — «Молитва девятилетней давности» (九年前の祈り).
- Премия имени Дзюнъитиро Танидзаки — Хикару Окуидзуми — «Токийская автобиография» (東京自叙伝).

## Книги
- «Трудные развилки» (англ. Hard Choices) — книга мемуаров Хиллари Клинтон.
- «Гас и я: история о моём дедушке и моей первой гитаре» — детская книга Кита Ричардса[64].

### Романы
- «Весь невидимый нам свет» (англ. All the Light We Cannot See) — Энтони Дорр.
- «Возрождение» (англ. Revival) — Стивен Кинг.
- «Краткая история семи убийств» (англ. A Brief History of Seven Killings) — Марлон Джеймс.
- «Любовь к трём цукербринам» — Виктор Пелевин.
- «Мистер Мерседес» (англ. Mr. Mercedes) — Стивен Кинг.
- «Мои странные мысли» (тур. Kafamda Bir Tuhaflık) — Орхан Памук.
- «Путешествие Рут» — Дональда Маккейга[65].
- «Сын повелителя сирот» (англ. The Orphan Master's Son) — Адама Джонсона.
- «Чтобы ты не потерялся в квартале» (фр. Pour que tu ne te perdes pas dans le quartier) — Патрик Модиано.
- «Шелкопряд» (англ. The Silkworm) — Джоан Роулинг (опубликованный под псевдонимом Роберт Гэлбрейт)[66].

### Малая проза
- сборник новелл «Ёбург» Алексея Иванова[67].
- сборник рассказов «Мужчины без женщин» (яп. Onna no inai otokotachi) — Харуки Мураками[68].
- сборник рассказов «Плач по уехавшей учительнице рисования» — Майя Кучерская[69].
- сборник рассказов «Убийство Маргарет Тэтчер» (англ. The Assassination of Margaret Thatcher) — Хилари Мэнтел[70].

## Умершие писатели и сценаристы

### Январь
- 26 января — Хосе Эмилио Пачеко (74) — мексиканский поэт, прозаик, эссеист, переводчик, автор киносценариев[71].

### Март
- 4 марта — Марк Фрейдкин (род. 14 апреля 1953) — российский поэт, прозаик, переводчик, автор и исполнитель песен[72].
- 10 марта — Ры Никонова (род. 25 июня 1942) — российская поэтесса, деятель неофициальной литературы и художница авангардного направления[73].
- 12 марта — Инна Лиснянская (род. 24 июня 1928) — российская поэтесса[74].
- 13 марта — Ицхокас Мерас (род. 8 октября 1934) — литовский писатель и сценарист[75].
- 22 марта — Аркадий Мильчин (род. 8 декабря 1924) — советский и российский книговед и редактор, составитель словарей и справочников в помощь автору и редактору[76].
- 25 марта — Джонатан Шелл[англ.] (71) — американский писатель и активист, автор бестселлера «Судьба Земли»[77].

### Апрель
- 1 апреля — Реми Жильбер Меду Мвомо, камерунский писатель и драматург.
- 2 апреля — Урс Видмер (75) — швейцарский писатель, драматург и переводчик[78].
- 3 апреля — Режин Дефорж (78) — французская писательница[79].
- 5 апреля — Питер Маттиссен[англ.] (86) — американский писатель, путешественник и защитник природы[80].
- 10 апреля
  - Ричард Хоггарт (95) — британский социолог литературы и культуры[81].
  - Сью Таунсенд (68) — британская писательница[82].
- 16 апреля — Игорь Меламед (52) — русский поэт, переводчик, эссеист[83].
- 17 апреля — Габриэль Гарсиа Маркес (87) — колумбийский писатель-прозаик, журналист, издатель и политический деятель[84].
- 20 апреля — Бенедикт Сарнов (87) — русский литературовед, литературный критик[85].
- 24 апреля — Тадеуш Ружевич (92) — польский поэт, писатель, драматург[86].
- 25 апреля — Стефани Цвейг (81) — немецкая писательница[87].

### Май
- 6 мая
  - Лесли Томас[англ.] (83) — британский писатель, известный романом «Девственники в хаки»[88].
  - Фарли Моуэт (92) — канадский писатель, биолог, защитник окружающей среды[89].
- 16 мая
  - Александр Арцибашев (64) — российский писатель[90].
  - Алексей Колчев (38) — российский поэт[91].
- 28 мая — Майя Энджелоу (86) — американская писательница и поэтесса[92].

### Июль
- 15 июля — Оскар Акоста, гондурасский писатель и поэт.

### Август
- 4 августа — Орланду Мендиш — мозамбикский поэт и писатель.г.
- 19 августа — Самих Касим, палестинский поэт, прозаик, драматург.

### Без точной даты
- Мансур Кушан, иранский поэт, писатель, драматург.